# Neocorycodus stimpsoni
Neocorycodus stimpsoni är en kräftdjursart som först beskrevs av M. J. Rathbun 1937.  Neocorycodus stimpsoni ingår i släktet Neocorycodus och familjen Cyclodorippidae. Inga underarter finns listade i Catalogue of Life.